# Castelpoto
Castelpoto es una localidad y comune italiana de 1.398 habitantes, ubicada en la provincia de Benevento (una de las cinco provincias de la región de Campania).

## Demografía
| Gráfica de evolución demográfica de Castelpoto entre 1861 y 2001 |
|                                                                  |
| Fuente ISTAT - elaboración gráfica de Wikipedia                  |